# Lingwa de Planeta
Lingwa de Planeta (també abreviat com a Lidepla o LdP) és una llengua auxiliar planificada, el desenvolupament del qual començà el 2006 a Sant Petersburg, Rússia, per un equip liderat per Dmitri Ivanov. Lidepla està basat en les llengües més parlades del món: alemany, anglès, àrab, espanyol, francès, hindi, italià, portuguès, rus i xinès; entre d'altres.

## Descripció de la llengua

### Regla de la forma constant
La forma de la paraula mai canvia. Les partícules especials s'utilitzen per expressar els significats gramaticals, per exemple:
- me lubi – Jo estimo
- li lubi – Ells estimen
- yu ve lubi – tu estimaràs
- me wud lubi – jo estimaria
- lubi (ba) – estima!

Les úniques dues excepcions són:
- el plural dels substantius, que es fa afegint el sufix -s: kitaba (llibre) — kitabas (llibres), flor (flor) — flores (flors)
- el verb ésser, que té les seves pròpies formes:
  - bi per a l'indefinit
  - es per al present
  - bin per al passat

### Llista Swadesh
| №  | Lidepla     | Català    |
| -- | ----------- | --------- |
| 1  | me          | jo        |
| 2  | yu          | tu        |
| 3  | ta (lu)     | ell       |
| 4  | nu          | nosaltres |
| 5  | yu (yu oli) | vosaltres |
| 6  | li          | ells      |
| 7  | se          | aquest    |
| 8  | to          | aquell    |
| 9  | hir         | aquí      |
| 10 | dar         | allà      |
| 11 | hu          | qui       |
| 12 | kwo         | què       |
| 13 | wo          | on        |
| 14 | wen         | quan      |
| 15 | komo        | com       |
| 16 | bu          | no        |
| 17 | olo, oli    | tot       |
| 18 | mucho       | molts     |
| 19 | kelke       | alguns    |
| 20 | shao        | pocs      |
| 21 | otre        | altre     |
| 22 | un          | un        |
| 23 | dwa         | dos       |
| 24 | tri         | tres      |
| 25 | char        | quatre    |

| №  | Lidepla  | Català  |
| -- | -------- | ------- |
| 26 | pet      | cinc    |
| 27 | gran     | gran    |
| 28 | longe    | llarg   |
| 29 | chaure   | ample   |
| 30 | grose    | gruixut |
| 31 | grave    | pesat   |
| 32 | syao     | petit   |
| 33 | kurte    | curt    |
| 34 | tange    | estret  |
| 35 | dine     | prim    |
| 36 | gina     | dona    |
| 37 | man      | home    |
| 38 | jen      | humà    |
| 39 | kinda    | nen     |
| 40 | molya    | esposa  |
| 41 | mursha   | marit   |
| 42 | mata     | mare    |
| 43 | patra    | pare    |
| 44 | animal   | animal  |
| 45 | fish     | peix    |
| 46 | faula    | ocell   |
| 47 | doga     | gos     |
| 48 | kinah    | poll    |
| 49 | serpenta | serp    |
| 50 | wurma    | cuc     |

| №  | Lidepla | Català  |
| -- | ------- | ------- |
| 51 | baum    | arbre   |
| 52 | shulin  | bosc    |
| 53 | stik    | pal     |
| 54 | fruta   | fruita  |
| 55 | semena  | llavor  |
| 56 | lif     | fulla   |
| 57 | riza    | arrel   |
| 58 | kuta    | escorça |
| 59 | flor    | flor    |
| 60 | herba   | herba   |
| 61 | korda   | corda   |
| 62 | derma   | pell    |
| 63 | masu    | carn    |
| 64 | hema    | sang    |
| 65 | osta    | os      |
| 66 | fet     | greix   |
| 67 | ovo     | ou      |
| 68 | korna   | banya   |
| 69 | kauda   | cua     |
| 70 | pluma   | ploma   |
| 71 | har     | cabell  |
| 72 | kapa    | cap     |
| 73 | aur     | orella  |
| 74 | oko     | ull     |
| 75 | nos     | nas     |

| №   | Lidepla  | Català    |
| --- | -------- | --------- |
| 76  | muh      | boca      |
| 77  | denta    | dent      |
| 78  | lisan    | llengua   |
| 79  | naka     | ungla     |
| 80  | peda     | peu       |
| 81  | gamba    | cama      |
| 82  | genu     | genoll    |
| 83  | handa    | mà        |
| 84  | ala      | ala       |
| 85  | duza     | panxa     |
| 86  | antratot | intestins |
| 87  | gorla    | coll      |
| 88  | bey      | esquena   |
| 89  | sina     | pit       |
| 90  | kordia   | cor       |
| 91  | hepata   | fetge     |
| 92  | pi       | beure     |
| 93  | chi      | menjar    |
| 94  | kusi     | mossegar  |
| 95  | suki     | llepar    |
| 96  | spuki    | escupir   |
| 97  | vomi     | vomitar   |
| 98  | fuki     | bufar     |
| 99  | spiri    | respirar  |
| 100 | ridi     | riure     |

## Exemple de text
(El Pare Nostre)
Nuy Patra kel es pa swarga,

hay Yur nam santefai,

hay Yur reging lai,

hay yur vola fulfil

i pa arda kom pa swarga.

Dai ba a nu nuy pan fo jivi sedey

e pardoni ba a nu nuy deba,

kom nu pardoni toy-las kel debi a nu.

Bye dukti nu inu temta

e protekti nu fon bada.